# Melicope triphylla
Melicope triphylla là một loài thực vật có hoa trong họ Cửu lý hương. Loài này được (Lam.) Merr. mô tả khoa học đầu tiên năm 1912.